# Juan de Vaca
Juan de Vaca (também Juan de Baca) (falecido em 1565) foi um prelado católico romano que serviu como bispo do Panamá (1561–1565).

## Biografia
Juan de Vaca nasceu em Valladolid, em Espanha, e foi ordenado sacerdote na Ordem de São Bento. A 27 de janeiro de 1561, o Papa Pio IV nomeou-o bispo do Panamá e foi consagrado bispo a 8 de fevereiro de 1562. Serviu como bispo do Panamá durante o governo de Luis de Guzman e organizou com sucesso uma contra-revolta contra Rodrigo Méndez, que tomou a cidade durante a ausência do governador. Ele também foi creditado pelos habitantes da cidade por interromper milagrosamente um incêndio expansivo em 1563, liderando uma procissão com o Santíssimo Sacramento diretamente ao centro do incêndio, que logo depois foi extinto. Serviu como Bispo do Panamá até à sua morte em 1565. Foi o co-consagrador de Francisco del Toral, Bispo de Iucatã.